# Biały Bór
Biały Bór (staropolsky Białobork, německy Baldenburg, nebo Ball de Olde) je město v Polsku v Západopomořanském vojvodství v okrese Szczecinek, středisko stejnojmenné městsko-vesnické gminy. Leží v historickém území Gdaňského Pomoří na říčce Białe, přibližně 50 kilometrů jihovýchodně od Košalína. V roce 2023 zde žilo 2 089 obyvatel.

## Historie
Místní osada byla založena ve 13. století šlechticem Sebastianem Lubjańským. Původně byla součástí Polska, až do německého vpádu řádu německých rytířů na počátku 14. století. Němečtí rytíři v osadě ležící na dříve důležité důležité křižovatce vystavěli opevnění a v roce 1382 osada obdržela městská práva podle chlumenského práva. Rozvoj města byl načas pozastaven rozsáhlým požárem v roce 1408. Po místním hradu nezůstaly žádné viditelné stopy, zbytky středověkého městského opevnění však byly později začleněny do některých domů.
Během třináctileté války bylo město roku 1461 dobyto zpět Poláky a jako součást Polska bylo znovu potvrzeno v roce 1466. Od té doby bylo administrativně začleněno do okresu Człuchów v tehdejším Pomořském vojvodství, a to až do prvního dělení Polska v roce 1772, kdy bylo anektováno Pruskem a následně po roce 1871 Německem.

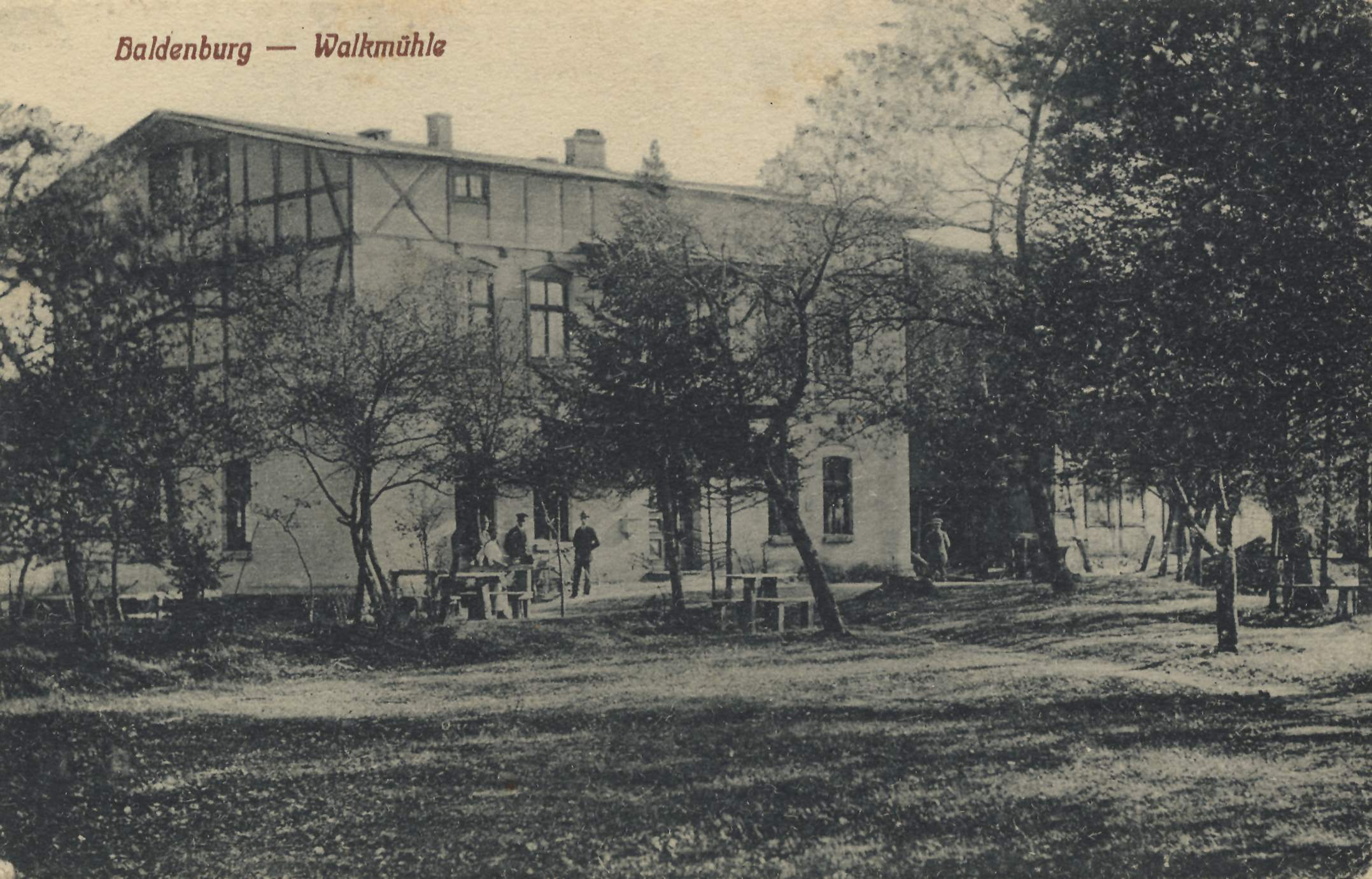
Pohlednice z dob pruského záboru města

Až do 20. století byla ekonomika města založena především na rybolovu, zemědělství, řemeslech a místním obchodu. Od 16. století do 19. století zde fungovala výroba textilií, která však zanikla v důsledku rostoucí konkurence modernějších podniků. Železniční spojení do města bylo zavedeno roku 1878. Zatímco většina Pomořanska byla po obnovení polské nezávislosti v roce 1918 znovu připojena k Polsku, město zůstalo jedním z mála, které zůstaly součástí Německa, a bylo začleněno do nově zřízené provincie, která byla vůči Polákům provokativně pojmenována Hraniční marka Poznaňsko-Západní Prusko. V roce 1939 ve městě žilo 2 292 obyvatel. Před druhou světovou válkou a holokaustem ve městě žila početná židovská komunita a byla zde také malá synagoga. V době války zde nacistické Německo provozovalo pobočný tábor nucených prací zajateckého tábora Stalag II-B. V lednu 1945 prošel městem pochod smrti spojeneckých válečných zajatců z tábora Stalag XX-B, vedený Němci. K Polsku bylo město připojeno v roce 1945. Název města byl úředně ustálen v roce 1946, předtím se v mapách objevoval také pod exonymem Białybór. V letech 1950–1998 bylo město součástí Koszalinského vojvodství.
V roce 1956 byl v Białym Bóru založen hřebčín. Ve městě se v 60. letech natáčely bitevní scény pro film Pan Wolodyjowski natočený podle stejnojmenného románu spisovatele Henryka Sienkiewicze z roku 1887.

### Historie Židů
Židé se v Białym Bóru poprvé objevili v 70. letech 18. století, rozvoj židovského osídlení byl ale zpočátku brzděn pruskými předpisy. V roce 1831 zde žilo 154 Židů (cca 13 % obyvatelstva), v roce 1840 pak 125. V roce 1842 byla postavena synagoga hrázděné konstrukce. Nacházela se v ulici Nadrzeczna (do roku 1945 Fliestraße). Židovská obec zde měla také svůj vlastní hřbitov, na počátku 19. století fungovala i škola pro židovské děti. Od roku 1830 tyto děti navštěvovaly společně s ostatními dětmi z města místní měšťanskou školu. V roce 1900, krátce po událostech v Chojnicích (obvinění Židů z rituální vraždy), došlo k antisemitským vystoupením, při nichž byla synagoga poničena, zcela zničena byla v roce 1938 během rozsáhlých protižidovských pogromů. Od té doby začala židovská populace ve městě pozvolna klesat.
V roce 1903 zde žilo 107 Židů, během první světové války jejich počet poklesl na 50 osob a v roce 1924 na pouhých 48, po nástupu nacistů k moci židovská komunita ve městě prakticky zanikla. V květnu 1939 žilo v Białym Bóru již jen 6 Židů; zbytek komunity prodal své domy, zlikvidoval své podniky a většinou odešel do emigrace.

## Příroda a památky
Město se nachází v malém údolí obklopeném lesy. V okolí města se nachází jeden z nejvyšších kopců v regionu. Jde o umělý kopec vysoký přibližně 250 m, který vznikl těžbou štěrku. Za příznivého počasí je z něj vidět 30 km vzdálený Szczecinek.

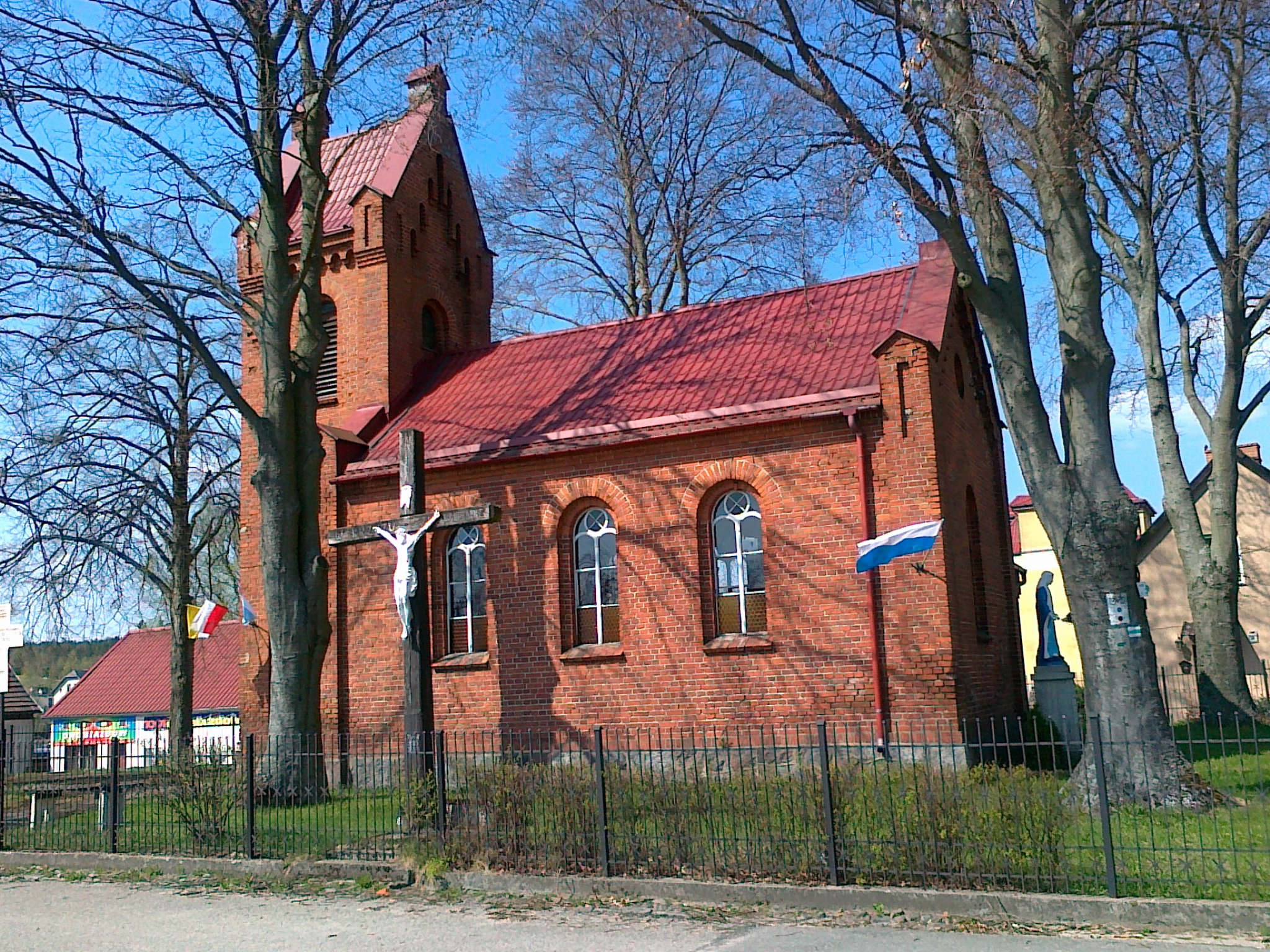
Kostel sv. Michaela Archanděla

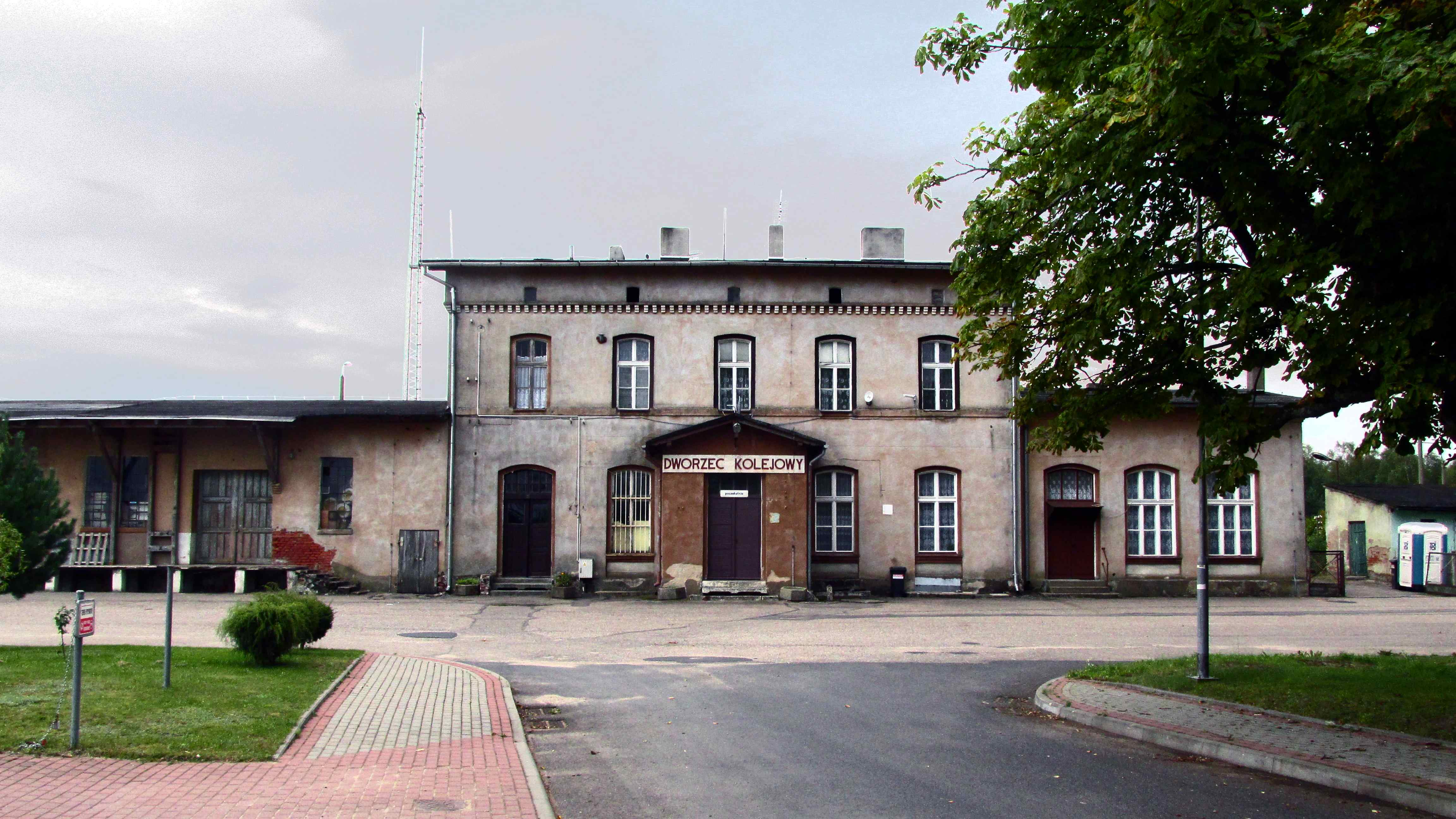
Budova železniční stanice

V Bialym Boru se nachází nejmladší památka v Polsku – cerkev Narození Panny Marie, navržená a vyzdobená malbami J. Nowosielského, postavená v letech 1992–1997, dne 23. září 2007 povýšená na svatyni, 25. července 2019 zapsaná do registru památek. Kromě toho se ve městě nachází:
- Kostel sv. Michaela Archanděla z roku 1878 v neogoticko-neorománském stylu s pozdně barokním oltářem
- Novogotická budova městského soudu
- Zbytky vodního mlýnu
- Budova hřebčína s jezdeckou dráhou a stájemi
- Budova školy a radnice
- Železniční stanice
- Židovský hřbitov
- Památník Tarase Ševčenka

## Kultura

### Vzdělávání

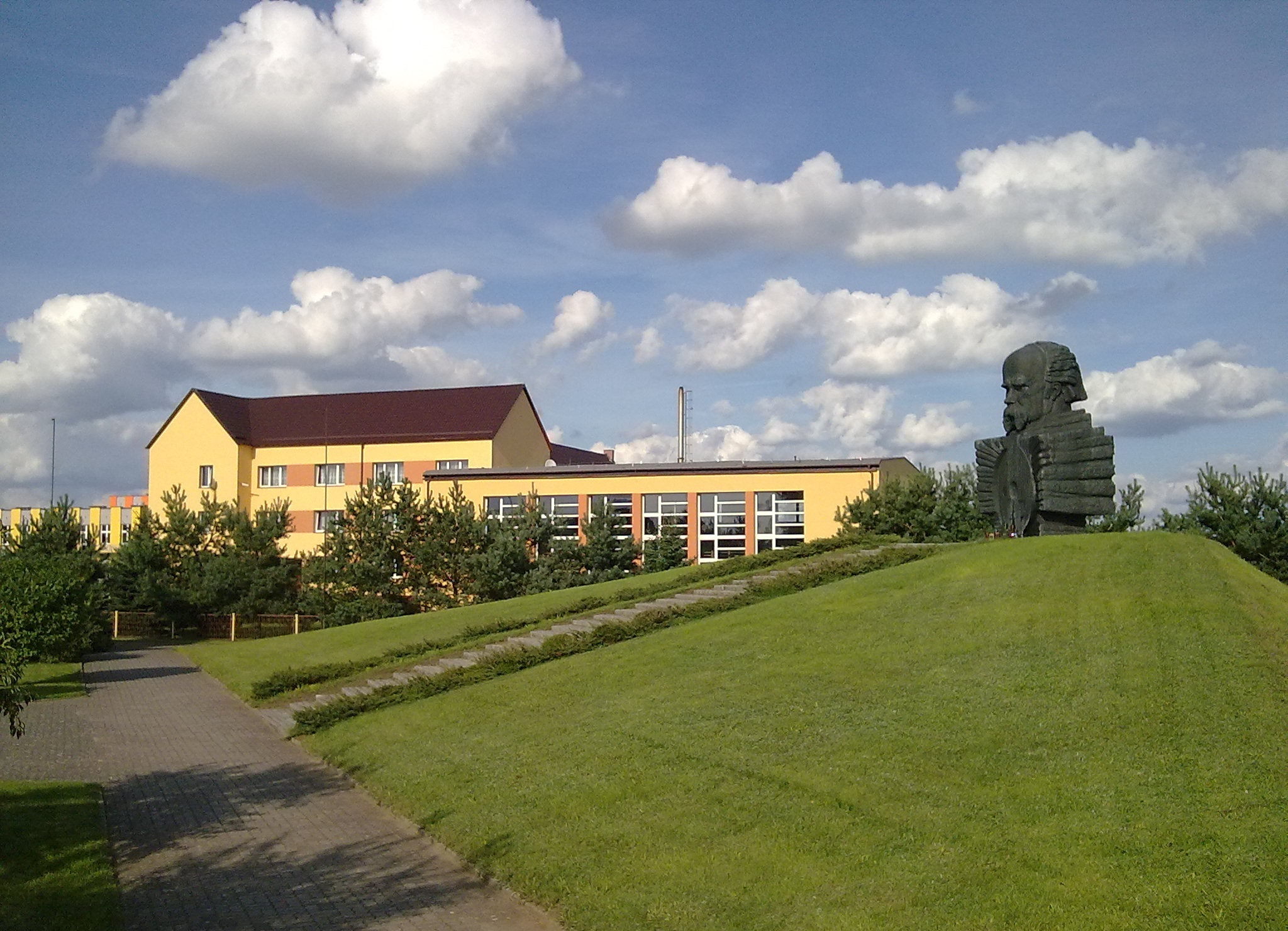
Památník Tarase Ševčenka v komplexu střední školy

Ve městě působí několik vzdělávacích institucí:
- Školní komplex č. 1 Henryka Sienkiewicze
- Základní škola č. 2 Tarase Ševčenka a střední škola č 1. Tarase Ševčenka (ukrajinská menšina)
- Školní komplex č. 7
- Technická škola chovu koní

### Sport
- Fotbalový a kajakářský klub Hubertus
- Jezdecký klub Hubertus

Ve městě se pravidelně pořádají mistrovství Polska v jezdeckém sportu, zejména pak v soutěžích všestranné způsobilosti

## Osobnosti
- Karl Russ (1833–1899) – německý ornitolog
- Georg Ludwig Rudolf Maercker (1865–1924) – německý generál
- Józef Mioduszewski (1922–2008) – podpraporčík, účastník akce „Burza” během varšavského povstání, čestný občan města